# Circuit de Solitude
El circuit de Solitude, conegut també com a Solitudering, va ser un circuit urbà d'11,4 km que discorria per carreteres públiques de la zona de Leonberg, a l'oest de Stuttgart (Alemanya). Duia el nom del Palau Solitude, un pavelló de caça dels ducs de Württemberg, i fins al 1965 va acollir diverses curses de motociclisme i automobilisme, entre elles el Gran Premi d'Alemanya de motociclisme del 1951 al 1964.

## Característiques

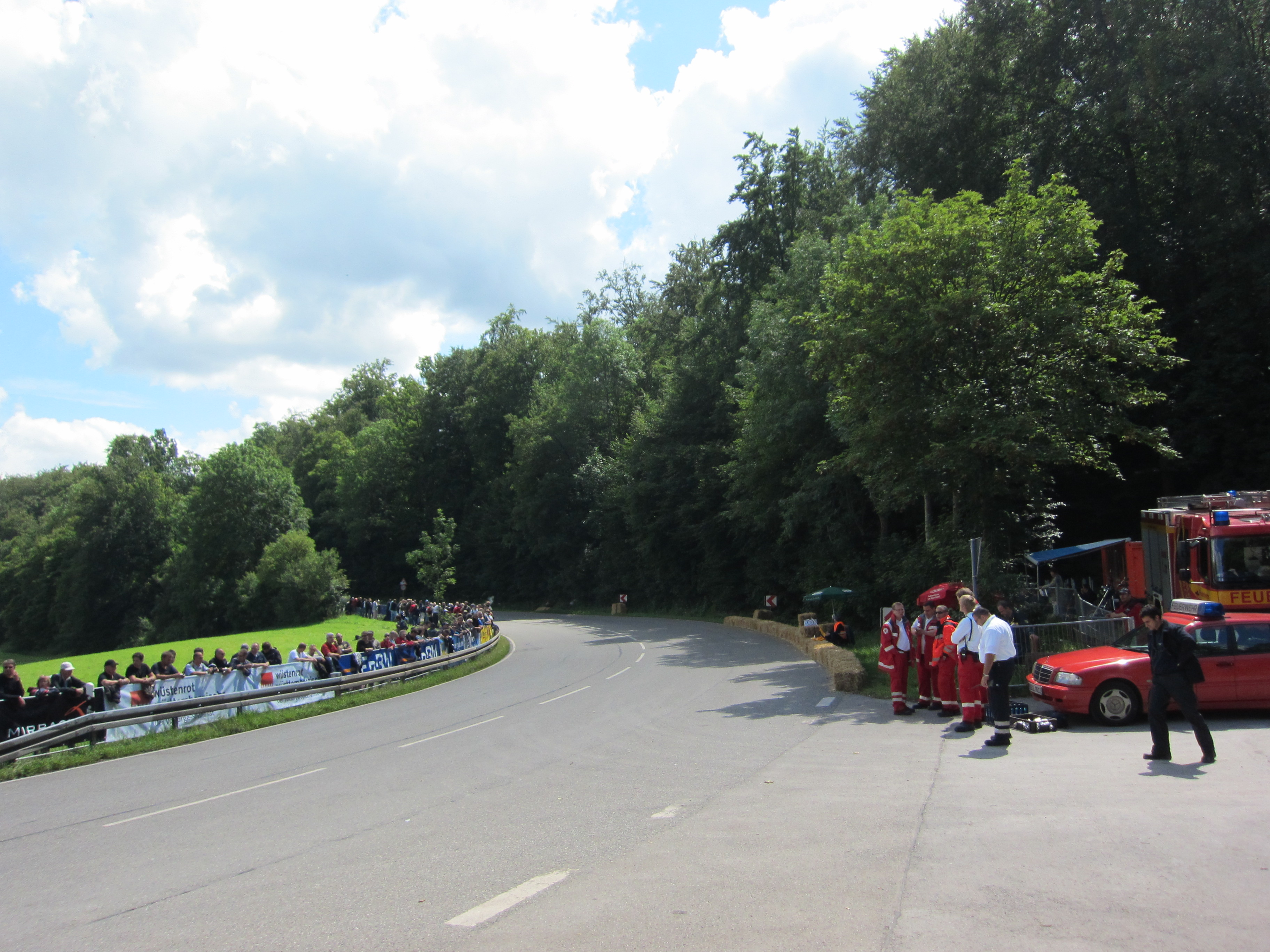
El revolt de Glemseck

La pista tradicional emprada per a les curses de motociclisme es troba a sobre del districte de Bergheim de Stuttgart, però no al centre de la variant més important d'11,3 km de longitud de l'antic circuit. Aquesta variant condueix des de la casa d'inici i d'arribada als actuals terrenys d'entrenament de l'ADAC, passant per Seehaus i després per Glemseck, prop de Leonberg, fins a Frauenkreuz. Des d'allà continua en direcció a Katzenbacher Hof vora l'estany de Steinbachsee, passant pel districte de Büsnau de Stuttgart fins al Schattengrund i a través del Mahdental torna al punt de sortida abans de Glemseck. El tram de Schattengrund a Glemseck transcorre per la vall del riu Glems.

## Història
A partir de 1903 es van celebrar a la zona pujades de muntanya que discorrien per la pista que anava de Stuttgart Westbahnhof (l'estació de tren de l'oest de Stuttgart) fins al palau de Solitude. El 1906, la sortida d'aquestes pujades es va traslladar de Westbahnhof a Heslach, un districte del sud de Stuttgart.
A partir de 1925 es va habilitar un primer circuit urbà amb una longitud de 22,300 km que sortia i arribava al palau i es recorria en sentit contrari a les busques del rellotge. El 1931, aquest circuit es va escurçar fent servir la carretera del Mahdental. La sortida i l'arribada es van traslladar a l'oest i la direcció es va canviar al sentit horari. El 1935 es va perfilar el circuit definitiu: la ruta introduïda el 1931 per Mahdental més la part exclosa el 1931 van formar el traçat d'11,409 km que es va fer servir fins al 1965. De nou, el circuit es recorria en sentit contrari a les busques del rellotge.

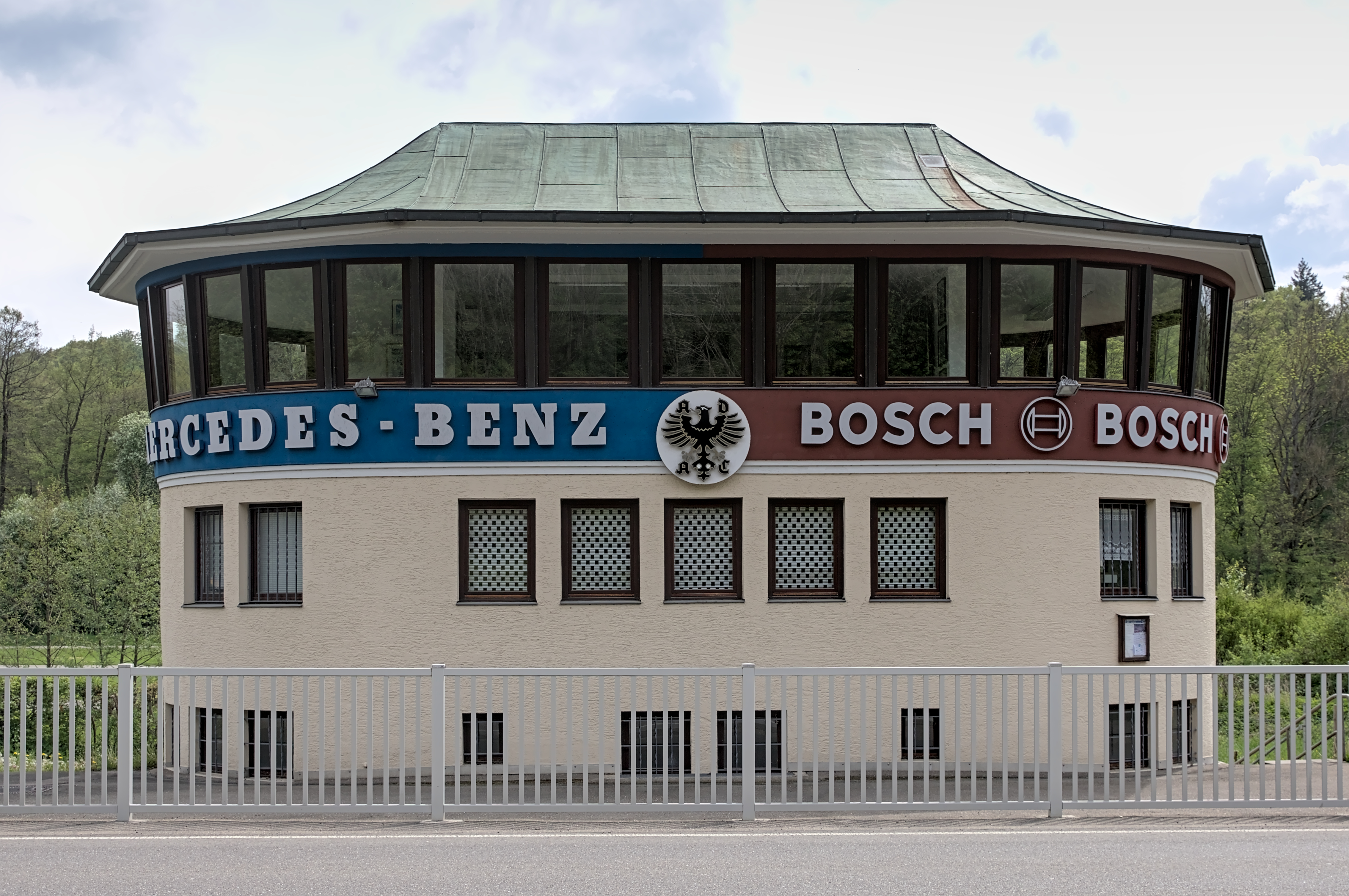
L'antiga torre de control del circuit

De 1961 a 1964 es van disputar a Solitude diverses curses de Fórmula 1 i Fórmula 2, tot i que les primeres, sense puntuar per al campionat del món. Els guanyadors de les curses de Fórmula 1 varen ser Innes Ireland (Lotus-Climax) el 1961, Dan Gurney (Porsche) el 1962, Jack Brabham (Brabham-Climax) el 1963 i Jim Clark (Lotus-Climax) el 1964. El 1965 es van celebrar al circuit les darreres curses de motos, cotxes esportius i de Fórmula 2 internacionals. A partir d'aleshores, el circuit no es va tornar a fer servir, com els va passar a molts altres d'urbans, per raons de seguretat, ja que és molt difícil organitzar una cursa a la via pública si es volen complir les normes de seguretat modernes.
El 2003 es van commemorar els 100 anys del circuit amb un recorregut curt de 4 km al voltant del palau que feia servir encara parts històriques de l'antic traçat dels anys 1925-1935. La sortida i arribada es van traslladar de nou al palau i la direcció del traçat es deixà en sentit horari. L'única part nova d'aquest petit circuit és la drecera sobre l'autovia del parc de fauna salvatge i la seva rampa d'accés. Des del 2005 s'hi celebra una reunió anual de motocicletes custom anomenada Glemseck 101.

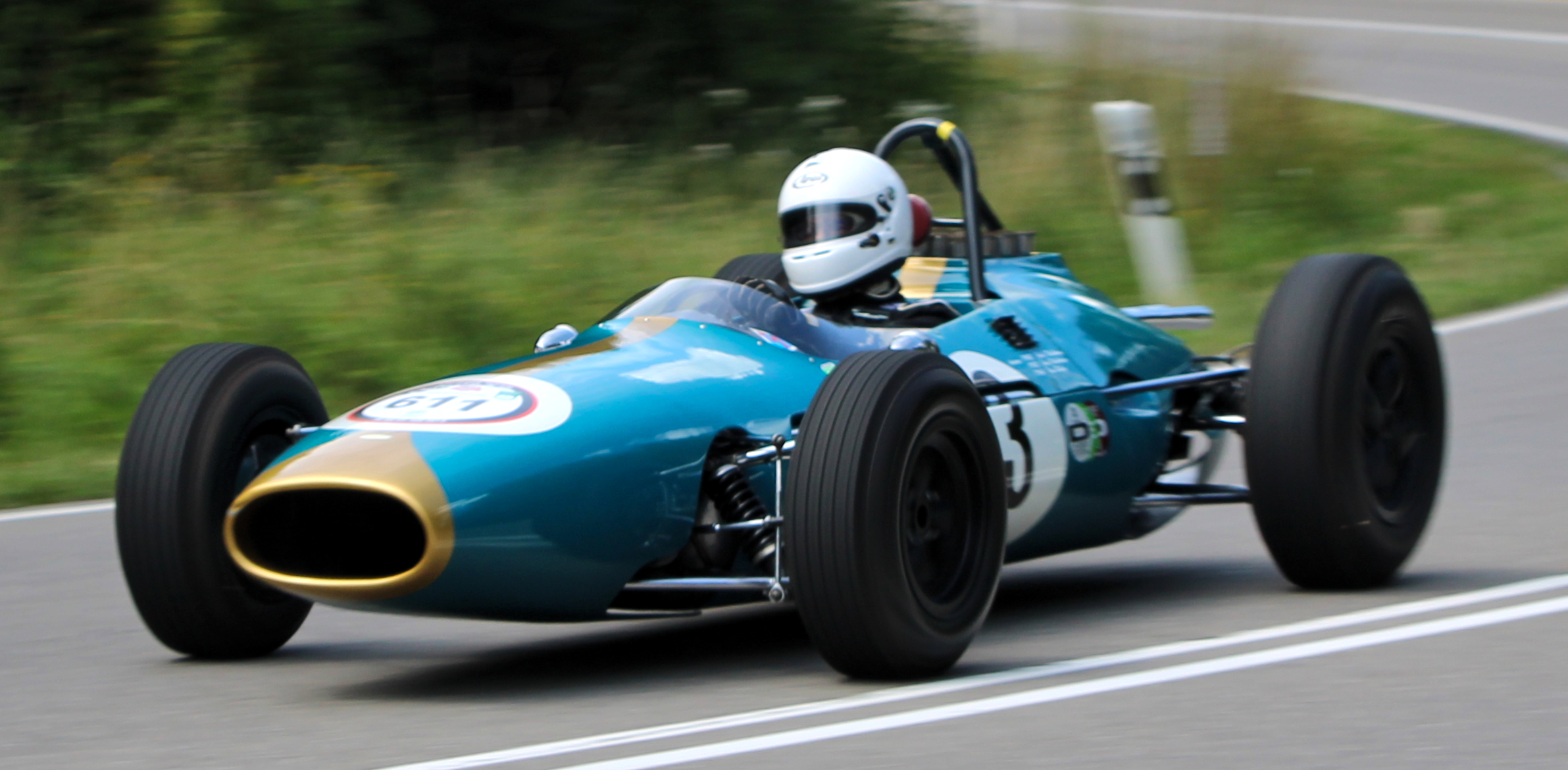
Un antic Brabham BT3 en una cursa Revival al circuit el 2019

El 2011, a iniciativa de les entitats Solitude-Revival i Retro Revival Classic Culture, les carreteres de l'última variant del circuit clàssic es van tancar durant un cap de setmana com a part de l'"estiu automobilístic" de Baden-Württemberg d'aquell any amb motiu del 125è aniversari del Benz Patent-Motorwagen (un cotxe construït el 1885 per Carl Benz). Nombrosos visitants van poder veure cotxes històrics de curses i esportius de diferents èpoques circulant per l'antic recorregut.